# Arboretum Assen
Het Arboretum in Assen is een arboretum dat in 1990 als bos werd aangelegd.
In 1997 werd de 'Stichting Arboretum Assen' opgericht en de gemeente Assen stelde 20 ha. bos ter beschikking voor de uitvoer van de plannen om een arboretum te stichten.
Het planten en het onderhoud wordt vooral door vrijwilligers gedaan.
Het terrein is onderverdeeld in verschillende werelddelen: 'Azië', 'Amerika' en 'Europa', ieder met hun eigen specifieke beplanting. Ieder werelddeel is onderverdeeld in 17 regio's. Vier eikenlanen vormen een soort waaier; Azië en Amerika zijn in de buitenste twee vakken, Europa en de golfbaan van de Drentsche Golf & Country Club liggen daartussen.
In 2007 werd 'Azië' aangelegd, met een pagode en een uitkijktoren.
Tijdens de Nationale Boomfeestdag in 2012 werd Centraal China voorzien van Japanse notenbomen (ginkgo biloba).